# Jack Brooks
Jack Brooks (* 14. Februar 1912 in Liverpool; † 8. November 1971 in Los Angeles) war ein britisch-amerikanischer Liedtexter.

## Leben
Brooks, der aus England stammte, kam 1916 mit seiner Familie in die Vereinigten Staaten. Er schrieb eine Reihe von Songtexten für populäre Songs, wie „Ole Buttermilk Sky“ (mit Hoagy Carmichael) für den Film Feuer am Horizont (1946), der ihm 1947 seine erste Oscarnominierung einbrachte, „Peacock Rock“ (mit Milton Rosen) und „(Roll Along) Wagon Train“ (mit Sammy Fain), der als zweite Erkennungsmelodie der Fernsehserie Wagon Train diente. Außerdem kooperierte er mit Jeff Alexander, Walter Scharf, Walter Schumann, Miklós Rózsa und Serge Walter.
1953 war Brooks mit seinem Lied „Am I in Love“, das er für den Film Bleichgesicht Junior mit Jane Russell und Bob Hope geschrieben hatte, in der Kategorie „Bester Song“ für einen Oscar nominiert, der jedoch an High Noon (Do Not Forsake Me) aus dem Western Zwölf Uhr mittags ging. Eine erneute Oscar-Nominierung in der Kategorie Bester Song erhielt er im darauffolgenden Jahr zusammen mit Harry Warren für seinen für die Filmkomödie Der Tolpatsch (The Caddy) geschriebenen Song  „That’s Amore“, der 1954 in der Fassung von Dean Martin eine der meistverkauften Singles in den USA war. Brooks arbeitete u. a. auch für Bing Crosby, Fred Allen und Phil Harris; außerdem lieferte er Songmaterial für die Radiosendung Command Performance des Armed Forces Radio Services.
Brooks schrieb zudem Liedtexte für mehrere Filmsongs, wie Let Me Be a People und Turn It On aus der Jerry Lewis Komödie Aschenblödel (1960).

## Songs (Auswahl)
- I Can’t Get You Out of My Mind (mit Edgar Fairchild)
- Once Upon a Dream (mit Hans Salter, 1945)
- The More I Know of Love (mit Miklos Rozsa, 1946)
- It's Dreamtime (mit Walter Schumann, 1947)
- Cobbleskill’s School Song (mit Walter Schumann, 1947)
- Song of Scheherazade (mit Miklos Rozsa, 1947)
- You Wonderful You (mit Harry Warren, Saul Chaplin 1951)
- Look at Me (mit Walter Scharf)
- Is It Yes, Or Is It No? (mit Walter Scharf)
- Though Half My Life (Is Spent) (mit Milton Rosen)
- She’s Sick (mit Milton Rosen)
- Lonesome Gal (mit Walter Schumann, 1951)